# Athyrium fimbriatum
Athyrium fimbriatum är en majbräkenväxtart som först beskrevs av Nathaniel Wallich, och fick sitt nu gällande namn av Moore. Athyrium fimbriatum ingår i släktet Athyrium och familjen Athyriaceae. Inga underarter finns listade.